# ابرغان (مرند)
ابرغان (اویرگان) یکی از روستاهای استان آذربایجان شرقی است که در دهستان دولت‌آباد بخش مرکزی شهرستان مرند واقع شده‌است.
فاصلهٔ این روستا از مرکز شهر مرند تقریباً ۱۰ کیلومتر می‌باشد. بر طبق سرشماری سال ۱۳۸۵ تعداد خانوار این روستا ۵۰۵ و جمعیت آن ۲۱۸۴ نفر بوده‌است.
شغل مردمان ابرغان، دامداری، کشاورزی، قالیبافی و نانوایی است. افرادی که به نانوایی اشتغال دارند معمولاً در شهرهای مرند، تبریز و دیگر شهرهای استان و حتی استان‌های همجوار مشغول کار هستند.
ابرغان در سال‌های اخیر پیشرفت‌های زیادی از لحاظ ساخت و ساز داشته که ظاهر این آبادی را از بافت روستایی به بافت شهر ی تغییر داده‌است.